# Richard de Beauchamp (13e comte de Warwick)
Pour les articles homonymes, voir Richard de Beauchamp et Beauchamp.
Richard de Beauchamp, né le 28 janvier 1382 à Salwarpe (Worcestershire) et mort le 30 avril 1439 à Rouen, 13e comte de Warwick,, est un noble anglais, notamment chargé de l'éducation du roi Henri VI de 1428 à 1437, puis lieutenant du roi en France de 1437 à sa mort, dans les dernières années de la guerre de Cent Ans.

## Biographie

### Origines familiales et jeunesse
Richard est le fils de Thomas de Beauchamp, 12e comte de Warwick, et de son épouse Margaret Ferrers, fille de William Ferrers, 3e baron Ferrers de Groby. 
Il devient comte de Warwick à la mort de son père en 1401.

### Débuts
Il se distingue peu après sur les champs de bataille, participant à l'écrasement des Gallois d'Owain Glyndŵr et de la révolte de Henry « Hotspur » Percy. 
Il est fait chevalier de l'Ordre de la Jarretière le lendemain de la bataille de Shrewsbury.
Warwick se rend en pèlerinage à Jérusalem en 1408 et ne rentre en Angleterre que deux ans plus tard, après un long périple en Europe de l'Est[pas clair]. 

### Sous le règne d'Henri V (1413-1422)
Sous le règne d'Henri V, il combat la rébellion des Lollards en 1414, puis se rend sur le continent en tant que capitaine de Calais et participe au concile de Constance au sein de la délégation anglaise. 
Il participe à plusieurs affrontements de la guerre de Cent Ans ravivée par Henri V en Normandie. Le roi lui attribue le comté d'Aumale en 1419.
Le 21 mai 1420, le comte de Warwick représente Henri V durant la négociation du traité de Troyes, avec le roi de France Charles VI et le duc de Bourgogne Philippe le Bon. Ce traité fait d'Henri V le successeur de Charles VI sur le trône de France, mais il est contesté par le dauphin Charles (1403-1461), fils aîné du roi de France, son successeur en vertu de la règle de primogéniture masculine (dite « loi salique ») qui en 1328 a exclu les descendants par les femmes de Philippe le Bel, au profit de la branche cousine des Valois.

### Durant la minorité d'Henri VI (1422-1437)
Henri V meurt en août 1422, avant Charles VI. Suivant sa volonté, Warwick devient le tuteur de son fils et successeur, Henri VI, né en décembre 1421 (sa mère est Catherine de France, fille de Charles VI). 
Charles VI mourant en octobre 1422, Henri devient roi de France sous le nom de Henri II (non retenu par la postérité), tandis que le dauphin Charles se proclame roi sous le nom de Charles VII. La régence des deux royaumes est confiée aux frères d'Henri V, Jean de Lancastre, duc de Bedford, et Humphrey de Lancastre, duc de Gloucester, le premier s'occupant surtout des affaires de France, où les Anglais et les Bourguignons tiennent le nord et l'est du royaume, notamment Paris et l'Aquitaine, tandis que Charles VII, soutenu par les Armagnacs, tient les régions au sud de la Loire, notamment le Berry (d'où son surnom de « roi de Bourges »).
En 1427, Warwick est nommé capitaine du château de Bouvreuil près de Rouen. Il prend en charge l'éducation du roi à partir de 1428.  
L'année 1429 voit un retournement de situation en France : Jeanne d'Arc réussit à faire lever le siège d'Orléans (8 mai) et à faire sacrer Charles VII à Reims. Malgré la capture et la condamnation à mort de Jeanne (emprisonnée au château du Bouvreuil à partir de décembre 1430), ce sont des échecs graves pour les Anglais, confirmés en 1435 par la défection du duc de Bourgogne (traité d'Arras, du 21 septembre, une semaine après la mort de Bedford) et la perte de Paris (1436). 

### Durant le règne personnel d'Henri VI (à partir de 1437)
En 1437, Warwick est envoyé en France comme lieutenant du roi. 

### Mort et funérailles
Warwick meurt à Rouen. 
Son corps est ramené à Warwick. Il sera inhumé dans la chapelle de la collégiale Sainte-Marie construite, selon ses dernières volontés, en 1475.

## Mariages et descendance
Richard de Beauchamp épouse en premières noces Elizabeth de Berkeley (vers 1386–28 décembre 1422), fille de Thomas de Berkeley (en). Ils ont trois filles :
- Marguerite (en) (1404-1468), épouse John Talbot ;
- Éléonore (1408-1467), épouse Thomas de Ros (en), puis Edmond Beaufort, puis Walter Rokesley ;
- Élisabeth (1417-1480), épouse George Neville.

Après la mort de sa première épouse, il se remarie avec Isabelle le Despenser (26 juillet 1400–1439), fille de Thomas le Despenser. Ils ont deux enfants :
- Henry (1425-1446), 14e comte de Warwick ;
- Anne 16e comtesse de Warwick, épouse Richard Neville.